# Des Griffin
Des Griffin est un essayiste américain de théories du complot sur le nouvel ordre mondial.

## Publications

### Livres
- The Missing Dimension in World Affairs, South Pasadena, CA, Emissary Publications, 1976.
- Fourth Reich of the Rich, South Pasadena, CA, Emissary Publications, 1976; 1979; 1981; 1992; 1994 Revised from The Missing Dimension in World Affairs; Colton, OR, Emissary Publications, 1995 Revised edition, 1998 and 2000.
- Descent Into Slavery?, South Pasadena, CA, Emissary Publications, 1980.
- Martin Luther King: the Man Behind The Myth, Colton, OR, Emissary Publications, 1987.
- Anti-Semitism and the Babylonian Connection, Colton, OR, Emissary Publications, 1988.
- Storming the Gates of Hell, Colton, OR, Emissary Publications, 1996.
- Biblical Insights Into "God's Chosen People", Colton, OR, Emissary Publications [n.d.].

### Audio
- The Truth about Martin Luther King, "Pastor Pete Peters interviews Des Griffin, author of the book Martin Luther King: The Man Behind the Myth, del programa de radio "the Scriptures For America" el 19 de enero 1998"[1].